# CNET
CNET (cách điệu: c|net), trước đây là Computer Network, là một trang web truyền thông của Mỹ chuyên đánh giá, viết tin tức, blog, podcast, video về công nghệ và điện tử tiêu dùng toàn cầu. Được thành lập vào năm 1994 bởi Halsey Minor và Shelby Bonnie, nó là thương hiệu hàng đầu của CNET Networks và là thương hiệu của CBS Interactive sau khi công ty này mua lại CNET Networks vào năm 2008. CNET từng sản xuất nội dung cho đài phát thanh, truyền hình và hiện đang sử dụng phương thức phân phối phương tiện truyền thông qua truyền hình Internet của nó, CNET Video, các podcast và blog.

## Lịch sử

Logo của CNET Networks sau khi được mua lại bởi CBS Interactive

Năm 1994, với sự giúp đỡ từ đồng sáng lập Fox Network, Kevin Wendle và cộng tác viên từ Disney, Dan Baker, CNET sản xuất bốn chương trình truyền hình về máy tính, công nghệ và Internet. CNET TV sản xuất CNET Central, The Web, và The New Edge. CNET Central là chương trình ra đời đầu tiên và được phát sóng khắp nước Mỹ trên USA Network. Sau đó chương trình được chiếu trên mạng liên quan của USA là Sci-Fi Channel cùng với  The Web và The New Edge. CNET còn sản xuất một chương trình về tin tức công nghệ tên News.com, được phát sóng trên CNBC từ năm 1999.
Từ năm 2001–2003, CNET vận hành CNET Radio. CNET Radio phát sóng chương trình công nghệ qua radio. Vì lượng khán giả ít ỏi, CNET Radio đóng cửa vào đầu năm 2003 vì thua lỗ tài chính.

### Mua lại và mở rộng
Là CNET Networks, CNET đã thực hiện nhiều vụ mua lại để mở rộng thị trường, khu vực và nền tảng.
Vào tháng 7 năm 1999, CNET mua lại công ty GDT. GDT sau đó đổi tên thành CNET Channel.
Năm 1998, CNET cấp phép cho Asiacontent.com để thành lập CNET Asia và hoạt động nó vào tháng 12 năm 2000. Tháng 1 cùng năm, CNET trở thành CNET Networks, họ mua lại trang mySimon với giá 736 triệu đô la.
Năm 2000, CNET Networks mua lại ZDNet với giá xấp xỉ 1.6 tỷ đô la. Tháng 1 năm 2001, Ziff Davis Media, Inc. đã thỏa thuận với CNET Networks, Inc. để lấy lại những URL đã mất của Ziff Davis Media, Inc.. Vào tháng 4 năm 2001, CNET mua lại TechRepublic Inc. bằng 23 triệu tiền mặt và cổ phiếu của nó.
Năm 2004, CNET mua lại Webshots, một trang web về nhiếp ảnh với 70 triệu đô la. Tháng 10 năm 2007, CNET bán Webshots cho American Greetings với giá 45 triệu đô.
Tháng 3 năm 2007, CNET công bố ra mắt BNET, một trang web hướng đến các nhà doanh nghiệp. BNET được chạy thử beta vào năm 2005.
Vào tháng 6 năm 2008, CBS Corporation mua lại CNET Networks với 1,8 tỷ đô, sau khi thông báo việc này vào tháng 5. CBS Interactive sở hữu nhiều tên miền do CNET Networks tạo ban đầu, bao gồm download.com, downloads.com, upload.com, news.com, search.com, TV.com, mp3.com, chat.com, computers.com, shopper.com, radio.com, com.com và cnet.com.
Ngày 19 háng 9 năm 2013, CBS Interactive ra mắt trang CNET phiên bản tiếng Tây Ban Nha là CNET en Español. Trang này nhắm vào những người dùng công nghệ nói tiếng Tây Ban Nha, và do biên tập viên Gabriel Sama quản lý.
Vào tháng 3 năm 2014, CNET sáp nhập với CNET UK, việc này mang lại nhiều thay đổi, như giao diện người dùng được đổi mới và đổi tên CNET TV thành CNET Video.

## Danh mục

### Đánh giá
Phần đánh giá là phần phổ biến nhất trang web và có hơn 4.300 bài đánh giá sản phẩm, phần mềm mỗi năm. Phần Đánh giá còn có Editor' Choice Award, giải thưởng công nhận các sản phẩm có tính sáng tạo và chất lượng nhất.

### Tin tức
CNET News (trước đây là News.com), ra mắt vào năm 1994 với nội dung nhắm vào công nghệ. CNET News nhận được giải National Magazine Award cho "General Excellence Online". Nội dung được điều hành bởi CNET và các cơ quan truyền thông.

### Video
CNET Video, trước đây là CNET TV, là kênh video Internet của CNET. Biên tập viên của CNET Brian Cooley, Jeff Bakalar, Bridget Carey và Brian Tong dẫn các chương trình như Car Tech, The 404 Show, Quick Tips, CNET Top 5, Update, The Apple Byte. Năm 2007, CNET Video chiếu tập đầu tiên của nó trên CNET LIVE, do Brian Cooley và Tom Merritt dẫn chương trình. Tập này có sự góp mặt của Justin Kan từ justin.tv.

### How To
Ra mắt vào tháng 8 năm 2011, How To là lĩnh vực của CNET cung cấp các hướng dẫn và mẹo cho người dùng công nghệ.